# Камило Фариас, Фернандо
Ферна́ндо Ками́ло Фари́ас или просто Камило (порт. Fernando Camilo Farias; 9 марта 1986, Рио-де-Жанейро) — бразильский футболист, полузащитник клуба «Мирасол». Выступал за сборную Бразилии.

## Биография
Камило — уроженец Рио-де-Жанейро, и начал заниматься футболом в местной «Америке». Затем был в академии клуба «РС Футбол», который в настоящее время называется «Педрабранка». В 2006 году дебютировал во взрослом футболе в составе «Марилии». После успешного выступления с этой командой в Серии B в 2007 году, по итогам которого команда из штата Сан-Паулу заняла шестое место в чемпионате, Камило был приобретён клубом Серии A «Крузейро». С «лисами» полузащитник выиграл чемпионат штата Минас-Жерайс в 2009 году, но затем на протяжении трёх лет отдавался в аренду в другие команды Серии A. За это время он выступал за «Гремио Баруэри», «Санту-Андре», «Сеару» и «Америку Минейро».
По завершении контракта с «Крузейро» Камило отправился в Китай, где провёл вторую половину 2011 года в команде «Шанхай Шэньсинь». Вернувшись в Бразилию, Камило 2,5 года менял команды через каждые полгода. В 2012 и 2013 годах вторую половину года проводил в командах Серии B — «Аваи» и «Спорте» из Ресифи. Начинал же эти сезоны в «Ботафого» из Рибейран-Прету и «Мирасоле» соответственно.
После очередного полугодия в Лиге Паулисте за «Ботафого» (Рибейран-Прету), в середине 2014 года Камило перешёл в «Шапекоэнсе». Переход в эту команду помог Камило вернуться в бразильскую Серию A. Полузащитник стал одним из лидеров полузащиты «Шапе», Камило неоднократно признавался лучшим игроком тура. В частности, он внёс решающий вклад в победы команды из Санта-Катарины над грандами бразильского футбола — «Интернасьоналом» в 2014 году (5:0) и «Палмейрасом» (5:1) в 2015 году.
В первой половине 2016 года Камило вновь уехал за рубеж, на этот раз он выступал за саудовскую команду «Аш-Шабаб» из Эр-Рияда. В июне 2016 года Камило перешёл в «Ботафого» из Рио-де-Жанейро, которому помог завоевать место в розыгрыше Кубка Либертадорес 2017. Также гол Камило в падении через себя (бисиклета) в ворота «Гремио» («Ботафого» выиграл со счётом 2:1) был признан самым красивым голом чемпионата Бразилии, набрав 40 % голосов болельщиков.
20 июля 2017 года Камило перешёл в «Интернасьонал».
25 января 2017 года Камило дебютировал за сборную Бразилии в товарищеском матче со сборной Колумбии, который проводился в благотворительных целях — в помощь семьям погибших в авиакатастрофе BAe 146 в Колумбии. Камило вышел на замену на 79-й минуте вместо автора единственного гола в этой встрече Дуду.

## Титулы
- Чемпион штата Минас-Жерайс (1): 2009
- Автор самого красивого гола чемпионата Бразилии 2016